# Бендрупе, Мирдза
Мирдза Павловна Бендрупе (латыш. Mirdza Bendrupe; 23 октября 1910 — 30 июля 1995) — латышская поэтесса, писательница и переводчица.

## Биография
Родилась в Курляндской губернии Российской империи (ныне Ливберзской волости Елгавского края Латвии). В 1914 году семья переехала в Москву, в 1917 после болезни и смерти отца вернулась в Латвию. Училась в Елгаве, в 1926 году напечатала в газете первое стихотворение. В 1928 году окончила классическую гимназию в Риге. Работала машинисткой, переводила для Латвийской национальной оперы. В 1936—1939 гг. замужем за писателем Янисом Скучем.
После окончания Великой Отечественной войны работала на Рижской киностудии старшим редактором (1947—1948), позже переводчицей текстов, занималась дубляжом фильмов. В 1956 году принята в Союз писателей СССР.
В 1957 году впервые побывала в Крыму. В течение нескольких лет приезжала сюда, пока в середине 1960-х годов не поселилась в Планерском (Коктебель), где жила до 1978 года.

## Творчество
Первая повесть «Юность» была опубликована в журнале «Zeltene» в 1928 году. В 1938 году вышел её первый сборник рассказов «Его величество и обезьяна» (латыш. Majestāte un pērtiķis), за которым последовала вторая книга прозы «Вихри бога» (латыш. Dieva viesuļi; 1942). Ранние книги Бендрупе сравнивают с прозой Эрика Адамсона, отмечая в них намеренную асоциальность, эротические мотивы и стилистическую изощрённость, отсутствующие в позднейших подсоветских сочинениях.
В СССР широко публиковалась в 1950—1960-е гг.: книги «Река выходит из берегов» (латыш. Upe izkāpj no krastiem; 1957), «Самый красивый сад» (латыш. Visskaistākais dārzs; 1960), «Стук в дверь» (латыш. Pie durvīm klauvē; 1961), «Сказки букв» (латыш. Burtu pasakas; 1962), «Пылающие письмена» (латыш. Degošie raksti; 1963, русский перевод 1967) и др.
Выступала также как переводчик поэзии, дебютировав в этом качестве на рубеже 1940—1950-х гг. переводами из Степана Щипачёва и Агнии Барто. Среди последующих переводов Бендрупе — «Евгений Онегин» Пушкина, «Мцыри» Лермонтова, стихотворения Тараса Шевченко, Фёдора Тютчева, Афанасия Фета. Последней крупной работой Бендрупе, выполненной уже в постсоветское время, стал перевод Бхагавадгиты (1995).